# Карабутівське водосховище
Карабутівське водосхо́вище або водосхо́вище Ромен — найбільше водосховище у Сумській області. Розташоване в Конотопському районі неподалік сіл Карабутове та Нехаївка.

## Географія
Гребля водосховища знаходиться за 3 кілометри від південного сходу села Карабутове. На берегах населені пункти: на правому — Капітанівка, Шпотівка, Базилівка, на лівому — Нехаївка та Пекарі.

## Опис
Площа водного дзеркала становить 502 га. Довжина загати 340 метрів. Повний об'єм водосховища 13,0 млн м³.
Іхтіофауна представлена переважно карасем сріблястим.

## Галерея

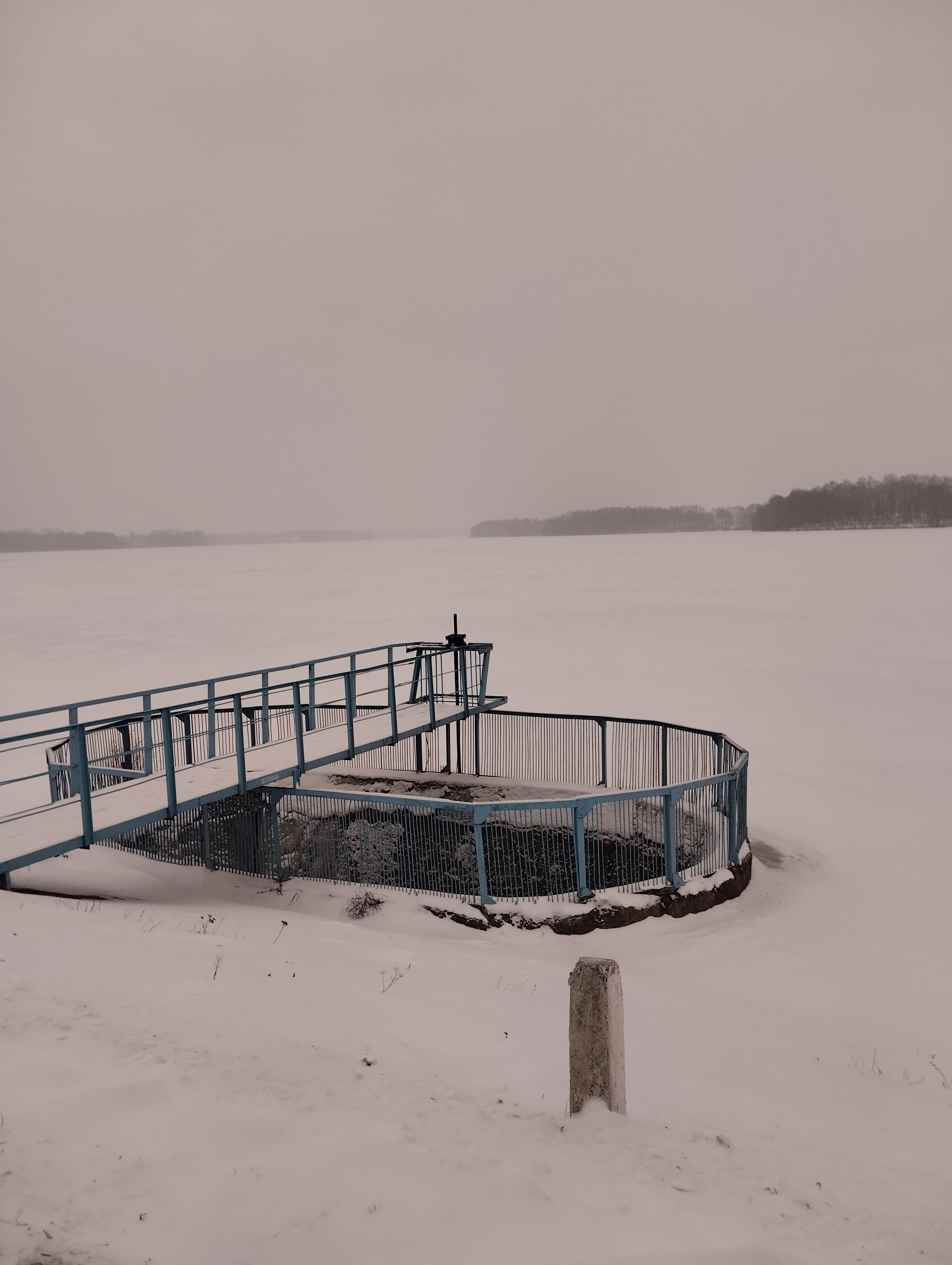
Водосховище взимку, 14 січня 2024
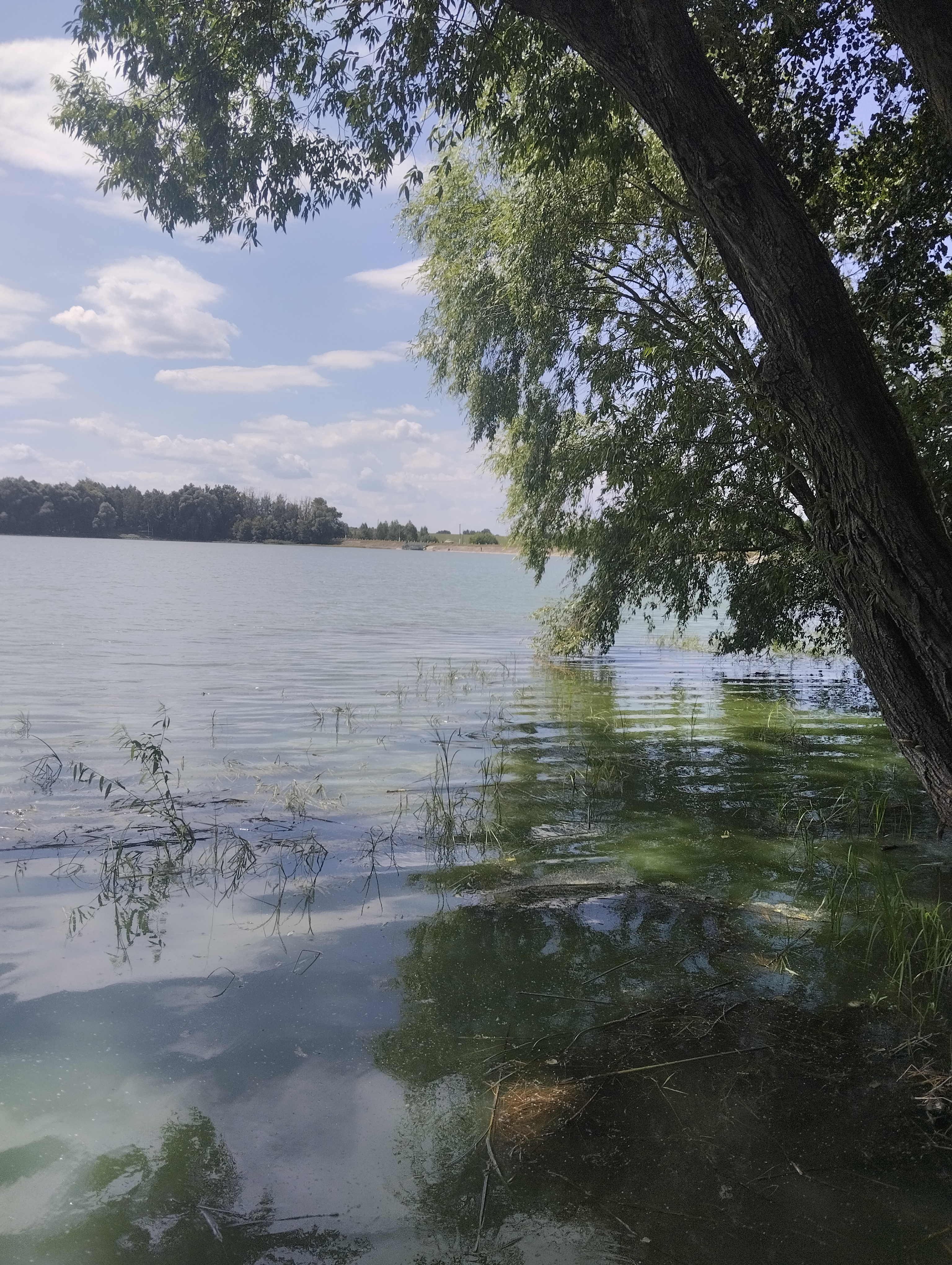
Вид з північно-східного берега
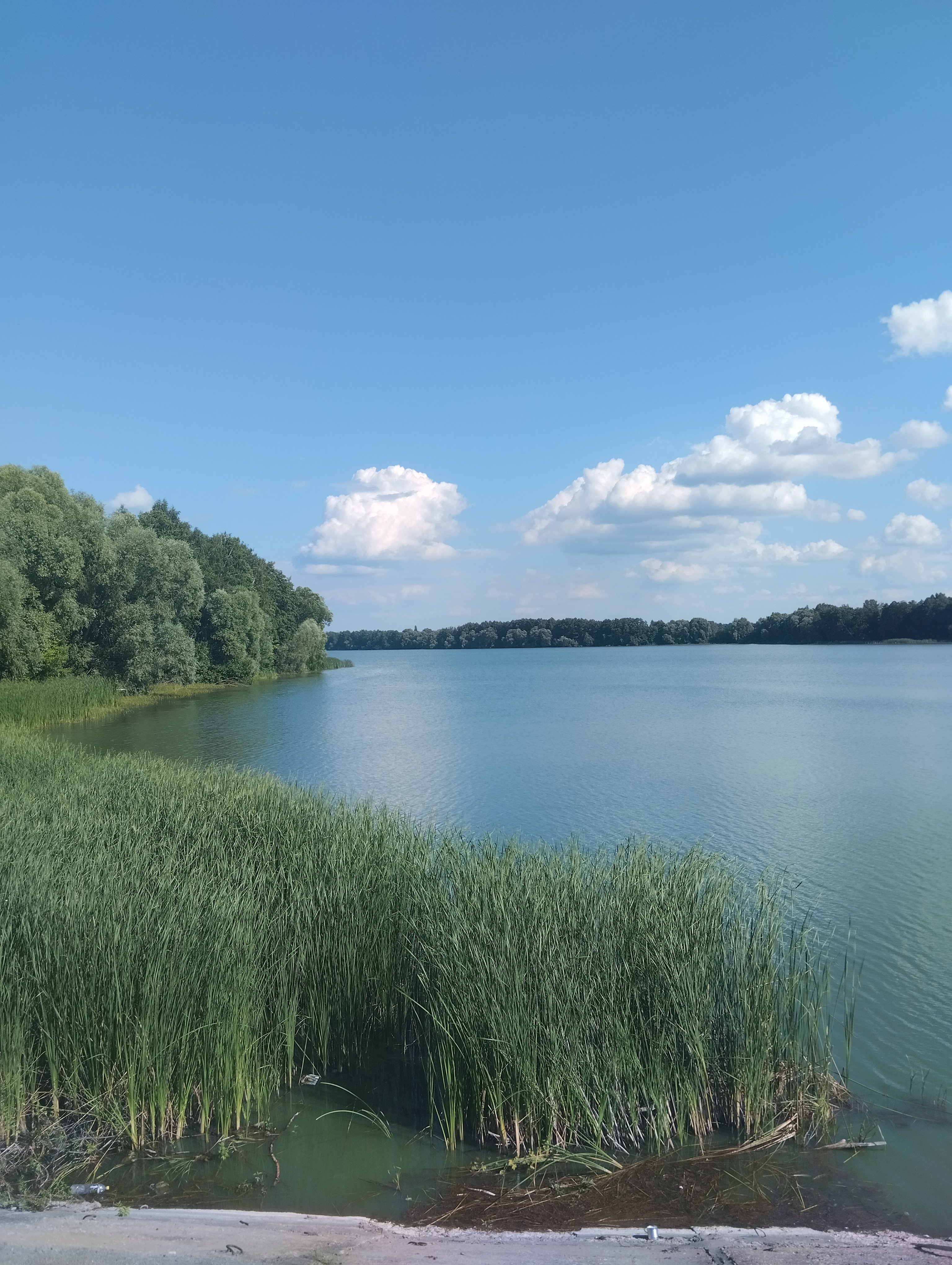
Вид з греблі, липень 2023
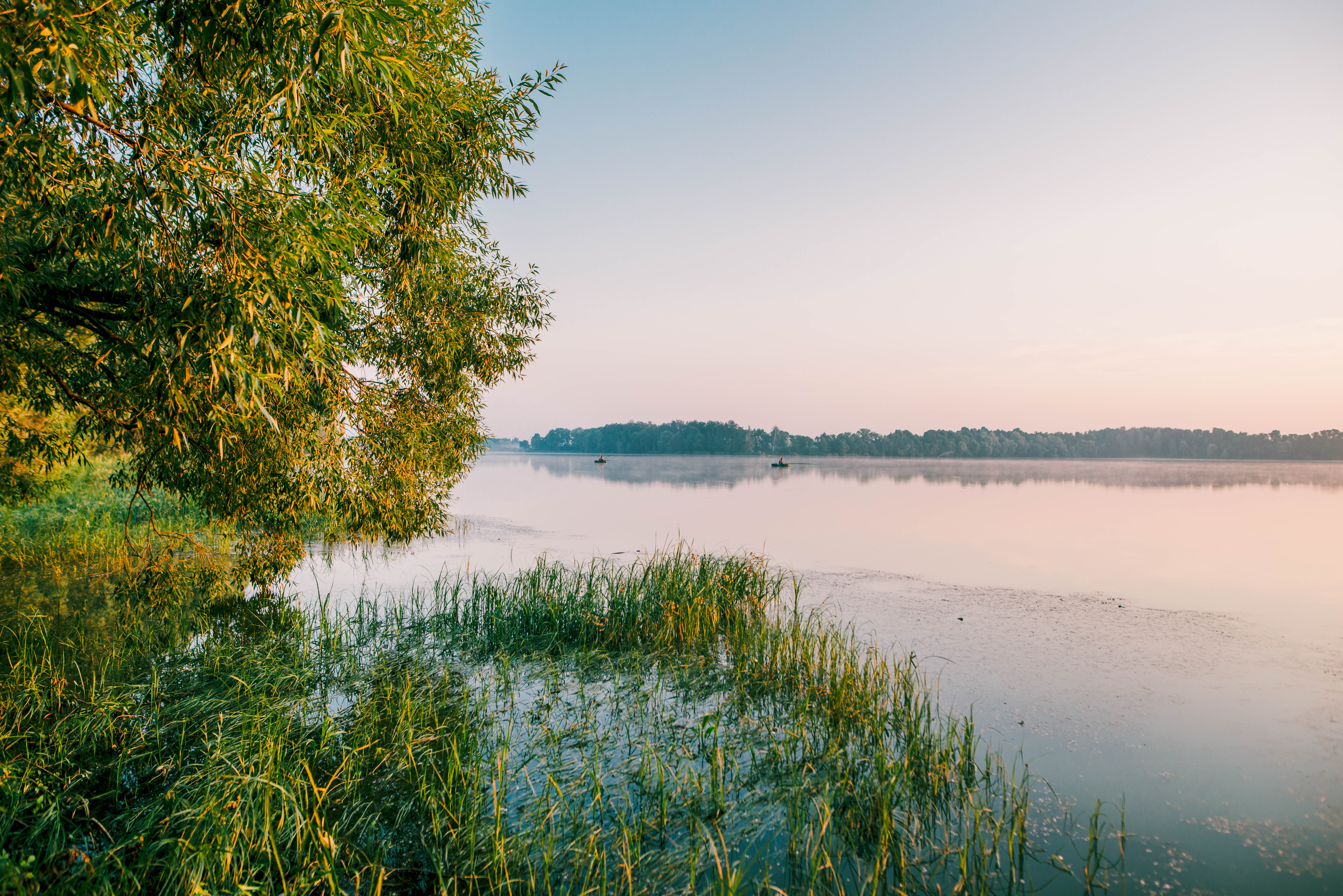
Вид на водосховище з Нехаївки
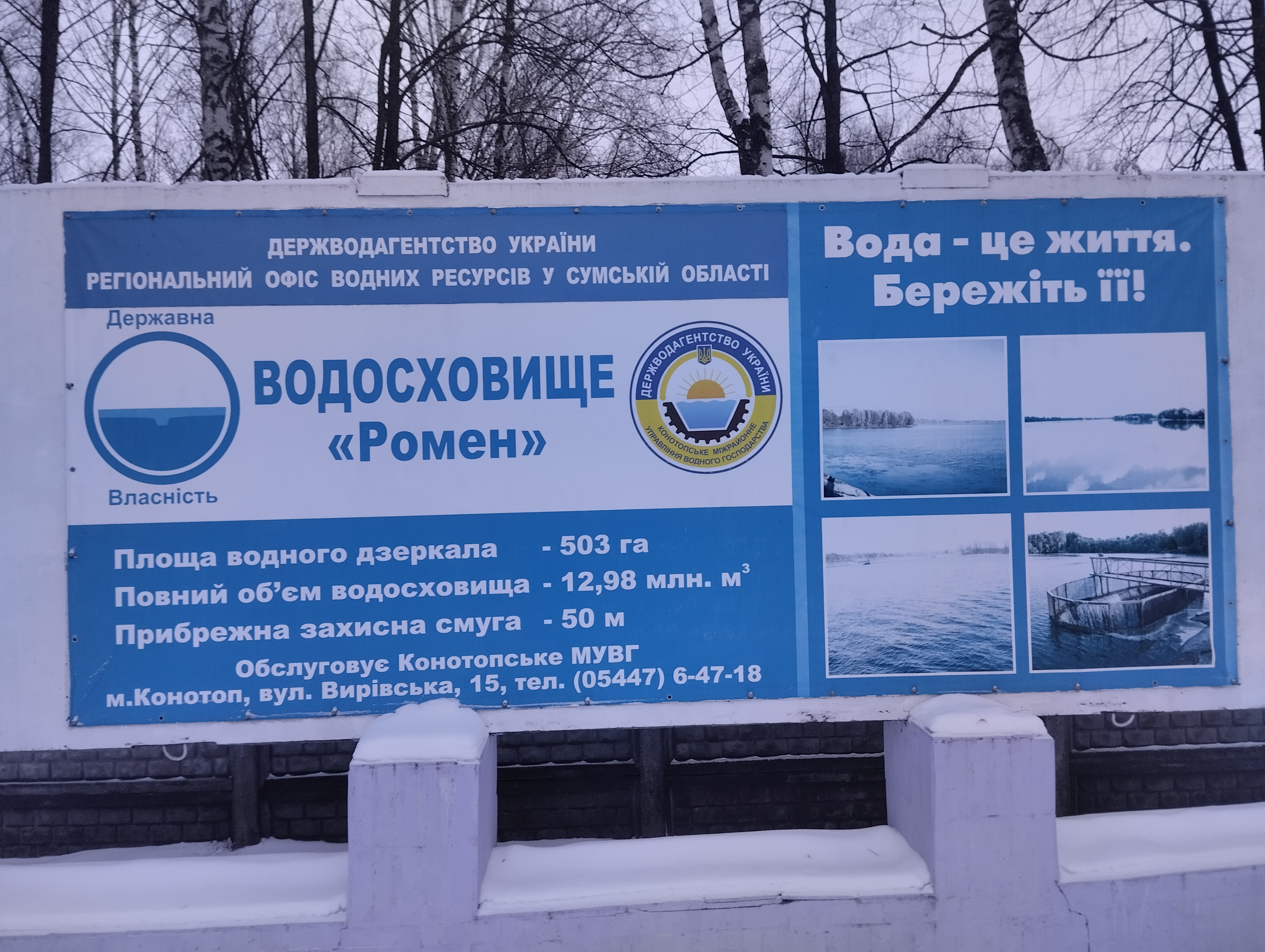
Інформаційна дошка неподалік водосховища